# Onthophagus nudatus
Onthophagus nudatus là một loài bọ cánh cứng trong họ Bọ hung (Scarabaeidae).